# Leubas (Iller)
Die Leubas ist ein rund 16,7 Kilometer langer, rechter Nebenfluss der Iller im Allgäu. Sie entspringt im Landschaftsschutzgebiet Betzigauer Moos und mündet südlich des Laubener Ortsteils Nasengrub (Landkreis Oberallgäu) in die Iller.

## Verlauf
Die Leubas entwässert das Moor- und Wiesengebiet des Betzigauer Mooses (Gemeinde Betzigau, Stadt Kempten und Nachbargemeinden) und fließt überwiegend in westlicher Richtung durch das Illervorland. Im Unterlauf quert sie das Gemeindegebiet von Lauben und mündet südlich des Ortsteils Nasengrub in die Iller.

## Hydrologie
Die amtliche Gewässerkennzahl lautet 114576. Das Einzugsgebiet umfasst 61,61 Quadratkilometer, die Flusslänge beträgt 16,7 Kilometer. Der Pegel Stielings (Fluss-km 3,00) im Gemeindegebiet Lauben erfasst ein Teileinzugsgebiet von 59,5 Quadratkilometern.

## Natur und Ökologie
Abschnitte der Leubas durchfließen das Landschaftsschutzgebiet Betzigauer Moos, das wegen seiner Moor- und Feuchtwiesenlebensräume unter Schutz steht. Historisch galt die Leubas-Mündung bei Nasengrub als bedeutender Laichplatz der Nase (Chondrostoma nasus); im aktuellen fischökologischen Zustand wird dieser nicht mehr nachgewiesen.

## Hochwasserschutz
Am Unterlauf wird das Rückhaltepotenzial im Bereich des historischen Wuhrdamms (ehemaliger Wagegger Weiher) genutzt. Retentionsflächen im Betzigauer Moos und am Wuhrdamm sind wesentlich für den Schutz der Siedlungsbereiche an der Leubas. Der Landschaftsplan der Gemeinde Lauben benennt die Leubas als Hauptvorfluter des südlichen Gemeindegebiets und gibt eine mittlere Gewässerbreite von etwa sechs Metern an.